# Associazione Nazionale Archivistica Italiana
Die Associazione Nazionale Archivistica Italiana (ANAI) ist der seit 1949 bestehende landesweite Archivverband Italiens.

## Geschichte
Ein erster Versuch, einen landesweiten Verband dieser Art zu gründen, scheiterte am Ende des Ersten Weltkriegs, so dass es erst 1949 zur Gründung kam. Die Initiative ging von Emilio Re aus, der erste Kongress konnte noch im Oktober des Gründungsjahrs in Orvieto abgehalten werden. Die weitere Entwicklung lässt sich in drei Phasen einteilen, von denen die erste bis 1963 reichte, die zweite bis 1985, die dritte bis in die Gegenwart.
Im Amt des Präsidenten folgten auf Emilio Re Riccardo Filangeri und Leopoldo Sandri. 1956 organisierte der Verband den dritten Internationalen Kongress der Archive in Florenz.
Die zweite Phase unter der langen Präsidentschaft von Antonino Lombardo war stark vom 1963 verabschiedeten Archivgesetz geprägt. Dieses sollte den Übergang von einer Verwaltungseinheit in eine historische und kulturelle Einrichtung befördern. Mit Archivi e Cultura bestand eine entsprechende Zeitschrift bis 1985 als offizielles Organ der ANAI.
Nach dem überraschenden Tod Lombardos wurde Antonio Saladino für kurze Zeit sein Nachfolger. 1986 fand der Kongress des Verbandes in Piacenza statt, wo Enrica Ormanni Präsident wurde. Ihm folgte 1996 als erste Frau Isabella Orefice. In dieser Zeit wurde aus dem Verband von Staatsarchiven ein Verband, der alle Archive des Landes vertrat. Ab 1988 wurden die Archive durch Abstimmung unabhängiger in sezioni regionali organisiert. Jede von ihnen hatte nun eigene Einrichtungen der Selbstorganisation für Kulturinitiativen. Mit Archivi per la storia erschien zudem eine neue Verbandszeitschrift, die Archivi e Cultura ersetzte. Inzwischen heißt die Fachzeitschrift nur noch Archivi, hinzu kam ab 1993 drei Mal im Jahr ANAI Notizie, ein Informationsblatt, das seit 2006 als Il Mondo degli Archivi in Zusammenarbeit mit dem zuständigen Ministerium erscheint.
Um die Jahrtausendwende wurden die internationalen Kontakte des Verbandes noch einmal intensiviert. Die Europäische Konferenz der Archive fand 2001 in Florenz statt. Im Mai 2003 fand der Konvent La memoria del Cinema statt, wo sich Archivare, Bibliothekare und Konservierungstechniker über Erhaltungsfragen cinematografischen Materials austauschten.
2006 und 2007 organisierte der italienische Verband Archiexpo, die erste Veranstaltung, wo sich Archive der Öffentlichkeit präsentierten. Im Januar 2009 wurde das mehrjährige Projekt Archivi della Moda del 900 vorgestellt. Seit 2015 ist Maria Guercio Präsidentin.

## Präsidenten
- 1949–1950 Emilio Re
- 1950–1959 Riccardo Filangeri
- 1960–1963 Leopoldo Sandri
- 1963–1985 Antonino Lombardo
- 1985–1986 Antonio Saladino
- 1986–1996 Enrica Ormanni
- 1996–2010 Isabella Orefice
- 2010–2015 Marco Carassi
- 2015–0000 Mariella Guercio